# Houten
Houten (uitspraakⓘ) is een gemeente in de Nederlandse provincie Utrecht. Houten ligt ten zuidoosten van de stad Utrecht tussen de rijkswegen A12, A27 en de rivier de Lek. De gemeente telt 50.847 inwoners (22 november 2024, bron: CBS) en heeft een oppervlakte van zo'n 59 km².

## Geschiedenis

### Vroege geschiedenis
Archeologisch onderzoek langs het spoortraject Vleuten-Geldermalsen heeft aangetoond dat de omgeving van Houten al in de Bronstijd werd bewoond. Sporen gevonden nabij het huidige gebouw van de stadsverwarming gaan terug tot 2200 v. Chr. Houten is, evenals het nabijgelegen dorp 't Goy, waarschijnlijk als vestigingsplaats gekozen vanwege de hoger gelegen stroomruggen van de Rijn.
Naast de Hervormde Kerk aan het Plein (de Pleinkerk) zijn in 1957 resten gevonden van een Romeinse villa. Ten zuidoosten van Houten vonden tussen 1998 en 2003 archeologische opgravingen plaats. In een oude rivierbedding werden twee vroegmiddeleeuwse nederzettingen opgegraven. Bij de eerste nederzetting werden elf gouden en zilveren munten aangetroffen bij boerderijen uit circa 500 en circa 700. Elders in Houten werden nog zes Frankische munten gevonden met behulp van metaaldetectoren. Begin 2007 werd langs het spoortraject een deel van een vroegmiddeleeuwse weg opgegraven.
De naam Houten is waarschijnlijk afgeleid van "Haltna", dat mogelijk "woonplaats in het bos" of "open plek in het bos" betekent. Deze plek heeft gelegen naast de huidige Pleinkerk. De naam Haltna komt voor in de goederenlijst die de bisschop in de 10e eeuw opstelde. Daardoor weten we dat Haltna al oud is. Aan de hand van gevonden relikwieën kan het bestaan van de Houtense kerk al in de 8e eeuw worden gedateerd.

### 19e en 20e eeuw
De gemeente Houten is in het leven geroepen op 21 oktober 1811, toen Nederland deel uitmaakte van het Franse Keizerrijk. Aan de gemeente Houten werd het grondgebied toegewezen van de voormalige gerechten Houten en 't Goy, Oud-Wulven en Wayen, Wulven, Heemstede en Schonauwen.
In 1818 werd Schonauwen een zelfstandige gemeente. Oud-Wulven, Wulven en Heemstede vormden samen met de gerechten Slagmaat, de Grote en Kleine Koppel en Maarschalkerweerd de gemeente Oud-Wulven.
In 1857 werden de gemeenten Houten, Oud-Wulven en Schonauwen samengevoegd tot een nieuwe gemeente Houten. Hierdoor bereikte het grondgebied weer dezelfde omvang als in 1811 met als extra toevoeging Slagmaat, de Grote en Kleine Koppel en Maarschalkerweerd.
Op 28 november 1944 werd de Brink (het tegenwoordige Plein of "Oude Dorp") en omgeving gebombardeerd door de geallieerden. De vliegtuigen waren op zoek naar de Duitse generaal Reinhard. Dit doel werd gemist. De huisvesting van de Duitse soldaten op De Brink werd bij een tweede aanvalsgolf wel geraakt. Bij het bombardement vielen zestien doden, onder wie vijf Houtenaren.
Op 8 oktober 1953 werd het meest noordelijke gedeelte van de gemeente (Maarschalkerweerd) bij Utrecht gevoegd, nadat Houten zich 42 jaar tegen deze gebiedsuitbreiding had verzet. Op 1 januari 1962 werden Tull en 't Waal en Schalkwijk aan Houten toegevoegd. Sinds 1943 hadden deze drie gemeenten dezelfde burgemeester.

### Ontwikkeling als groeikern
Met de fusie in 1962 had de nieuwe gemeente Houten 6.102 inwoners. Daar kwam verandering in toen in 1966 Houten wegens zijn ligging nabij Utrecht en de spoorlijn naar 's-Hertogenbosch in de Tweede nota ruimtelijke ordening werd aangewezen als groeikern. Bij zo'n aanwijzing tot groeikern behoorde een groeitaak, waarmee de kern zou groeien tot 100.000 inwoners. Vanuit een zekere weerstand tegen een te snelle (en te grootsteedse) groei, bedong de dorpse gemeente Houten een lager aantal (als eerste fase): minimaal 6.000 woningen. Dit aantal had te maken met de zogenaamde verfijningsregeling, waarmee het Rijk de woningbouwopgaven vanaf 6.000 woningen subsidieerde. In november 1978 begon de bouw. In de loop van de groeitaak werden 8.000 i.p.v. 6.000 woningen gebouwd. De bevolking zou daardoor groeien tot ruim 30.000 inwoners (december 1994). De wijk Den Oord werd nog volgens de stedenbouwkundige principes van het nieuwe bouwen ontworpen en gebouwd. De wijk De Lobben daarentegen is in ontwerp en uitvoering een typische bloemkool- of woonerfwijk, een product van de stedenbouw van de jaren zeventig. De Lobben was daarmee de opmaat naar de zeven woonwijken die zouden volgen in het huidige Houten-Noord: De Weerwolf, Schonenburg, Wernaar, De Geer, Wulven, Tiellandt en Rijsbrug. Bij het stedenbouwkundig ontwerp van Houten werd bedacht dat op de schaal van deze nieuwe stad interne verplaatsingen het beste te voet dan wel met de fiets kunnen worden gedaan. Met een afstand van hooguit 2,5 km tot het (nieuwe) centrum kon de fiets als standaard vervoermiddel worden genomen. Op deze wijze heeft Houten zich kunnen ontwikkelen als fietsstad avant la lettre. Door het volop inzetten op en het consequent uitwerken van dit ontwerpprincipe heeft Houten de talrijke voordelen van het fietssysteem binnengehaald. Heel Houten is fietsvriendelijk ontworpen. Het overgrote aandeel van verkeersbewegingen binnen Houten geschiedt door/op de fiets. Echter, de auto is in de stedenbouwkundige opzet van Houten niet geheel genegeerd. De verkeersstructuur faciliteert vooral het (boven)regionale verkeer. Het autoverkeer wordt naar buiten geleid, naar een externe rondweg, en daar verzameld en naar het (snel)wegennet op hoger schaalniveau geleid. Het belangrijkste gevolg, en de grootste winst, is dat doorgaand autoverkeer door de woonwijken en door de stad wordt voorkomen.
Met de wijk De Meent werden de laatste open gebieden binnen de rondweg, in het oude dorpsgebied, ontwikkeld tot woonwijk. Daarmee werd de eerste groeitaak voltooid. De ontwerpuitgangspunten van die periode (zoals de menselijke maat, ruimte voor het spelende kind, voetgangers en fietsers eerst), en de unieke en de specifiek in Houten toegepaste inversiestedenbouw zijn, vanwege het succes ervan, in de hoofdstructuur bewaard gebleven. De woningen daarentegen zijn in hun vormgeving meegegaan met de trends in de architectuur. Rondom het in 1982 geopende nieuwe station Houten en de centrale pleinen "Het Rond" en "Het Kant" verrees het geheel nieuwe centrum van Houten. Het Oude Dorp kwam hierdoor excentrisch te liggen. Doordat de stoptreinen aanvankelijk niet of maar één keer onderweg hoefden te stoppen konden mensen in 8 à 9 minuten op station Utrecht Centraal zijn. En doordat het station Houten redelijk centraal ligt, ligt het voor de meeste mensen in Houten op fietsafstand (maximaal 8 minuten). De inversiestedenbouw, de woningomvang (in vergelijking met andere groeikernen in regio), en de centrale ligging van het station met de relatief korte reisafstand naar Utrecht per openbaar vervoer, hebben vermoedelijk allemaal bijgedragen tot de aantrekkelijkheid van Houten. Deze principes zijn met de Vinex-uitbreiding opnieuw toegepast.
Met de Vierde nota over de ruimtelijke ordening (1988; afgekort ook wel VINO genoemd) en de Vierde Nota Ruimtelijke Ordening Extra (1991; beter bekend als Vinex) krijgt Houten een tweede groeitaak. Na een aantal jaren van onderzoek, ontwerp, en (politieke) discussie komt Houten-Zuid als beste plan uit de bus. Het concept is kortgezegd dat de stad als het ware naar het zuiden toe gespiegeld is, waardoor de karakteristieke vlindercontour ontstond. De bouw van de woningen begint in 1997. Er komen zeven nieuwe wijken: Loerik, Overdam, Hofstad, Schonauwen, De Hoon, Leebrug en Castellum. In deze laatste wijk, in het hart van deze Vinex-locatie, zijn winkels en station Houten Castellum (2010) gerealiseerd. Houten-Zuid heeft net als Noord een rondweg gekregen, om de wijken voor de auto te ontsluiten en tegelijkertijd doorgaand autoverkeer door de woonwijken te voorkomen. En ook in Houten-Zuid ligt het (nieuwe) station, samen met een nieuw winkelcentrum, centraal ten opzichte van de woonbuurten. Het winkelcentrum Castellum is echter kleiner dan Het Rond in het Centrum, dat voor Houten het hoofdwinkelcentrum is geworden/gebleven. Castellum kreeg beleidsmatig   alleen winkels voor de dagelijkse benodigdheden, terwijl in het centrum het winkels met niet-dagelijkse benodigdheden werden toegevoegd.
Daarmee werd (rond 2007) het centrum van Houten vernieuwd om een voorzieningenniveau te krijgen dat past bij een gemeente van bijna 50.000 inwoners. Onderdeel van de vernieuwing waren de verdubbeling en verhoging van het spoor, inclusief een nieuw station, de realisatie van het fietstransferium, uitbreiding van het winkelcentrum, twee nieuwe cultuurcentra voor de vele culturele verenigingen, en de herinrichting van het centrale plein Het Rond. In 2018 volgde een nieuwe kleinere renovatie.
Op 3 juni 2019 maakte de gemeente Houten bekend dat de mijlpaal van 50.000 inwoners was gepasseerd.

## Topografie

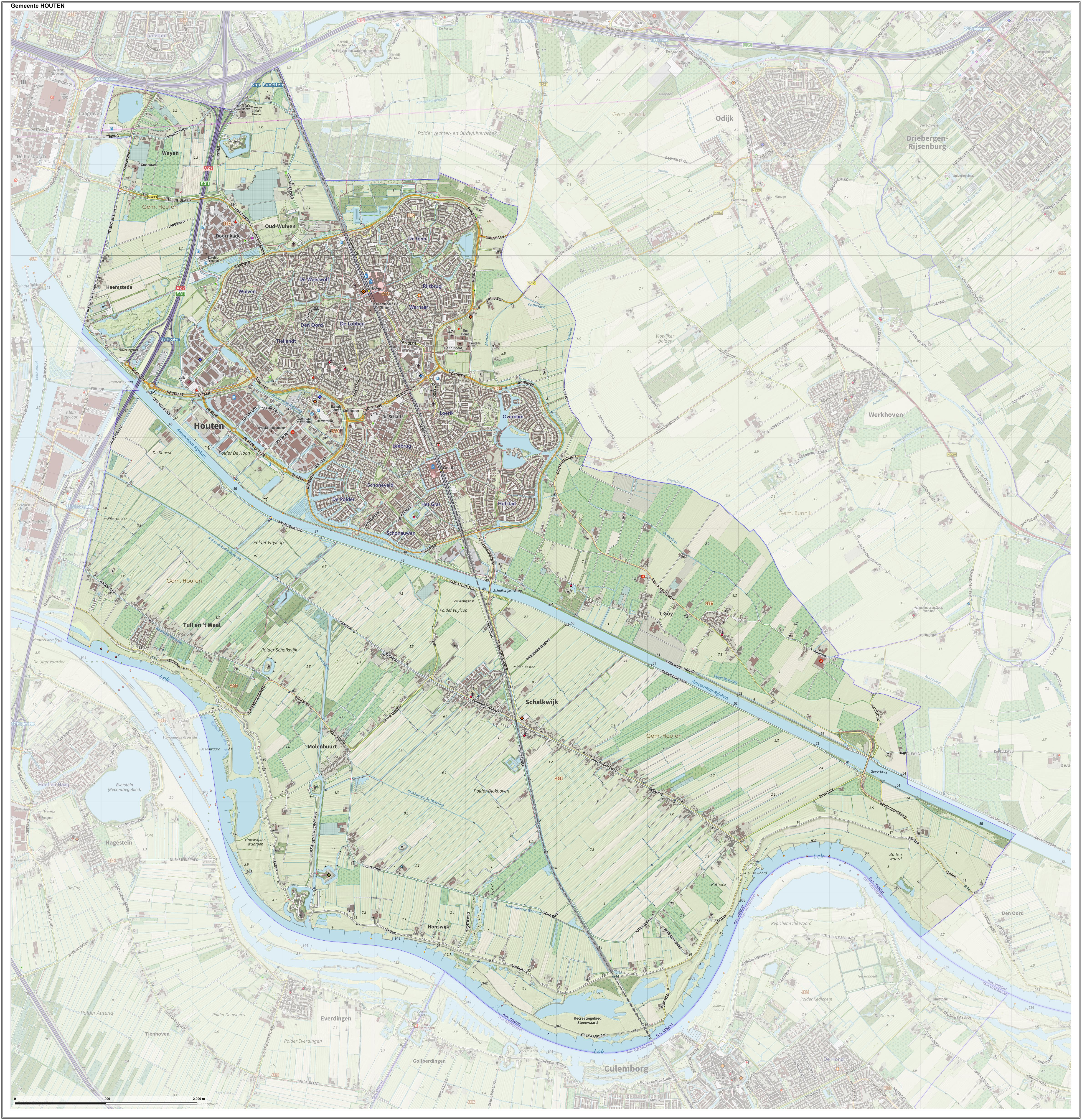
Topografische gemeentekaart van Houten, december 2016

### Bestuurlijke indeling
Er zijn 13 wijken en 48 buurten in Houten: zie Wijken en buurten in Houten.

### Kernen
De grootste plaats in de gemeente is Houten - daarnaast omvat de gemeente de kernen 't Goy, Schalkwijk en Tull en 't Waal. Daarnaast vindt men binnen de gemeente nog de buurtschappen De Heul, Molenbuurt, Honswijk, Heemstede, Wayen, Oud-Wulven en Den Oord (deels). De voormalige buurschappen Loerik, Leebrug en Schonauwen zijn opgenomen in de bebouwing van Houten-Zuid en leven voort als wijknamen.

### Straten, pleinen en parken
De volgende straten, lanen, pleinen, parken en andere topografische aanduidingen hebben een eigen artikel op Wikipedia:
- Beusichemseweg
- Burgemeester Wallerweg
- De Poort
- Heemsteedseweg
- Herenweg
- Het Rond
- Houtensewetering
- Koningin Julianastraat
- Loerikseweg
- Lupine-oord
- Notengaarde
- Oud Wulfseweg
- Plein (of Oude Dorp)
- Prins Bernhardweg
- Staatsspoor
- Stationserf
- Tiellandtspad
- Vlierweg
- Weteringhout

### Aangrenzende gemeenten
| Aangrenzende gemeenten | Aangrenzende gemeenten | Aangrenzende gemeenten | Aangrenzende gemeenten | Aangrenzende gemeenten |
| ---------------------- | ---------------------- | ---------------------- | ---------------------- | ---------------------- |
|                        |                        | Utrecht                |                        | Bunnik                 |
|                        |                        |                        |                        |                        |
| Nieuwegein             |                        |                        |                        |                        |
|                        |                        |                        |                        |                        |
| Vijfheerenlanden       |                        | Culemborg (Gld)        |                        | Wijk bij Duurstede     |

## Bezienswaardigheden

### Monumentale gebouwen
De Hervormde Kerk (beter bekend als Pleinkerk) dateert gedeeltelijk uit de 10e eeuw. Met de bouw van de toren werd in 1535 begonnen. In de middeleeuwen concentreerde de bebouwing van Houten zich hier. Op enige afstand van de Hervormde kerk staat de katholieke kerk Onze Lieve Vrouwe ten Hemelopneming, een neogotische kerk uit 1884-'85, ontworpen door architect Alfred Tepe. Op het kerkhof ligt onder andere Chriet Titulaer begraven.
Van het middeleeuwse Kasteel Schonauwen is alleen de toren over. Ten westen van de huidige bebouwde kom staat Kasteel Heemstede, gebouwd rond 1645. In 1987 werd het door een brand zwaar beschadigd. Zo'n vijftien jaar later werd het gerestaureerd. De Steenen Poort is een 16e-eeuws poortgebouw bij een eertijds omgrachte herenboerderij. Het Oude Station is een voormalig spoorwegstation uit 1866, dat sinds 1935 een andere functie heeft. De archeologische werkgroep "Leen de Keijzer" beheert een klein archeologisch museum op de zolder.
Binnen de gemeente Houten bevinden zich diverse forten die deel uit maken van Nieuwe Hollandse Waterlinie, zoals Fort Honswijk en Fort het Hemeltje.

### Beelden en monumenten
In de gemeente bevinden zich diverse beelden, reliëfs en andere kunstwerken, alsmede enkele oorlogsmonumenten.

## Fotogalerij

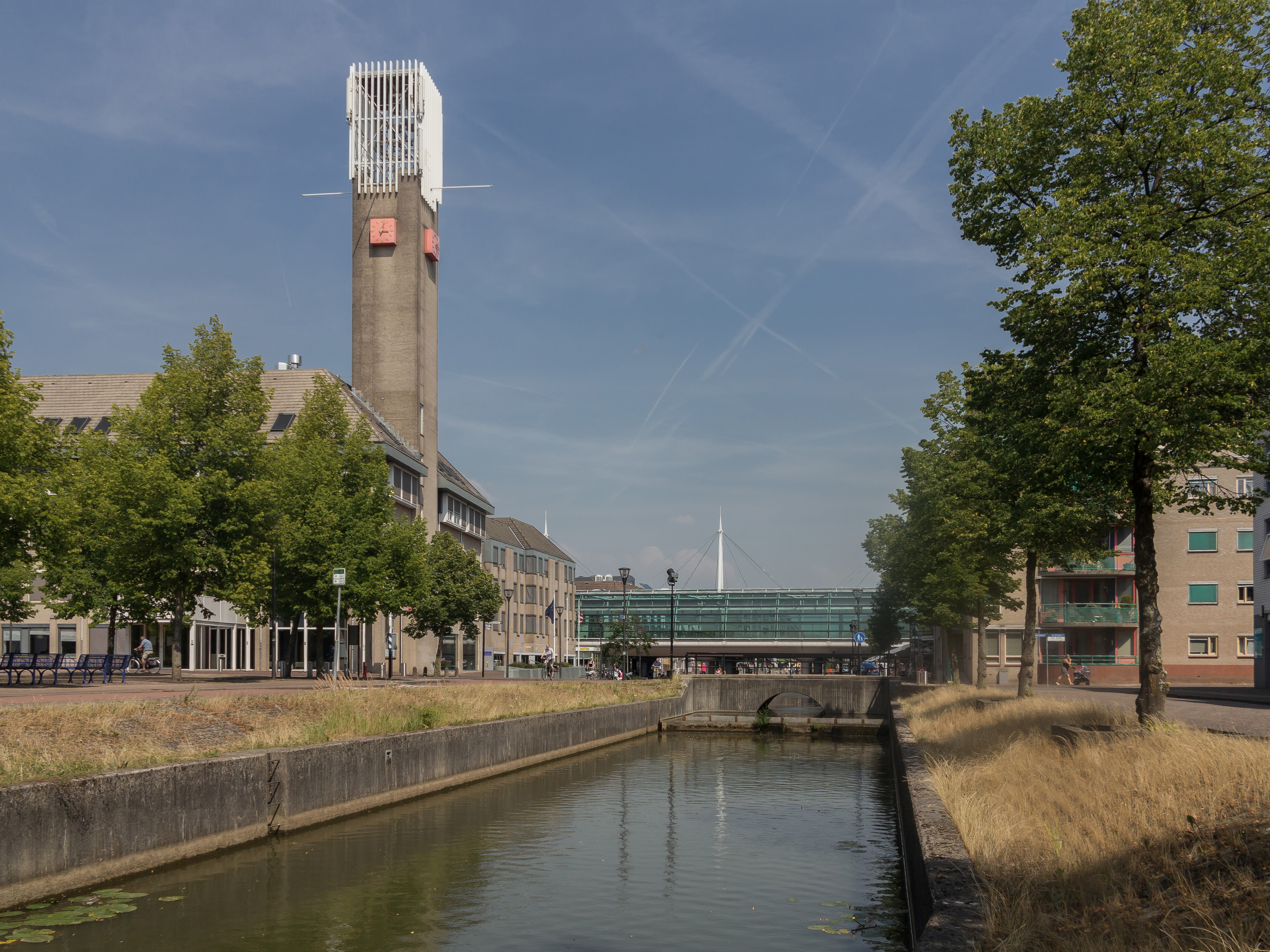
Houten, straatzicht Het Kant-Imkerseind
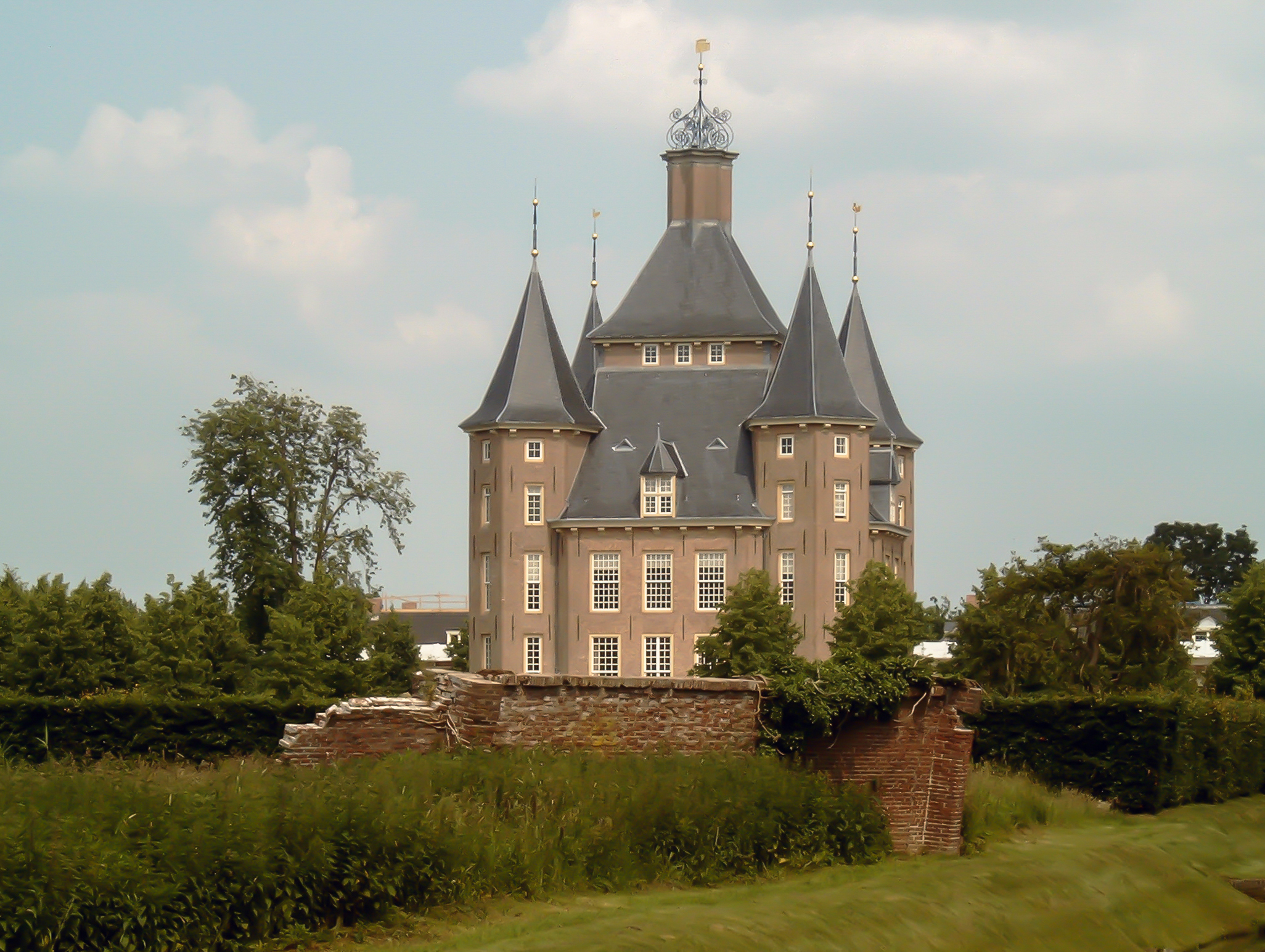
Houten, kasteel Heemstede
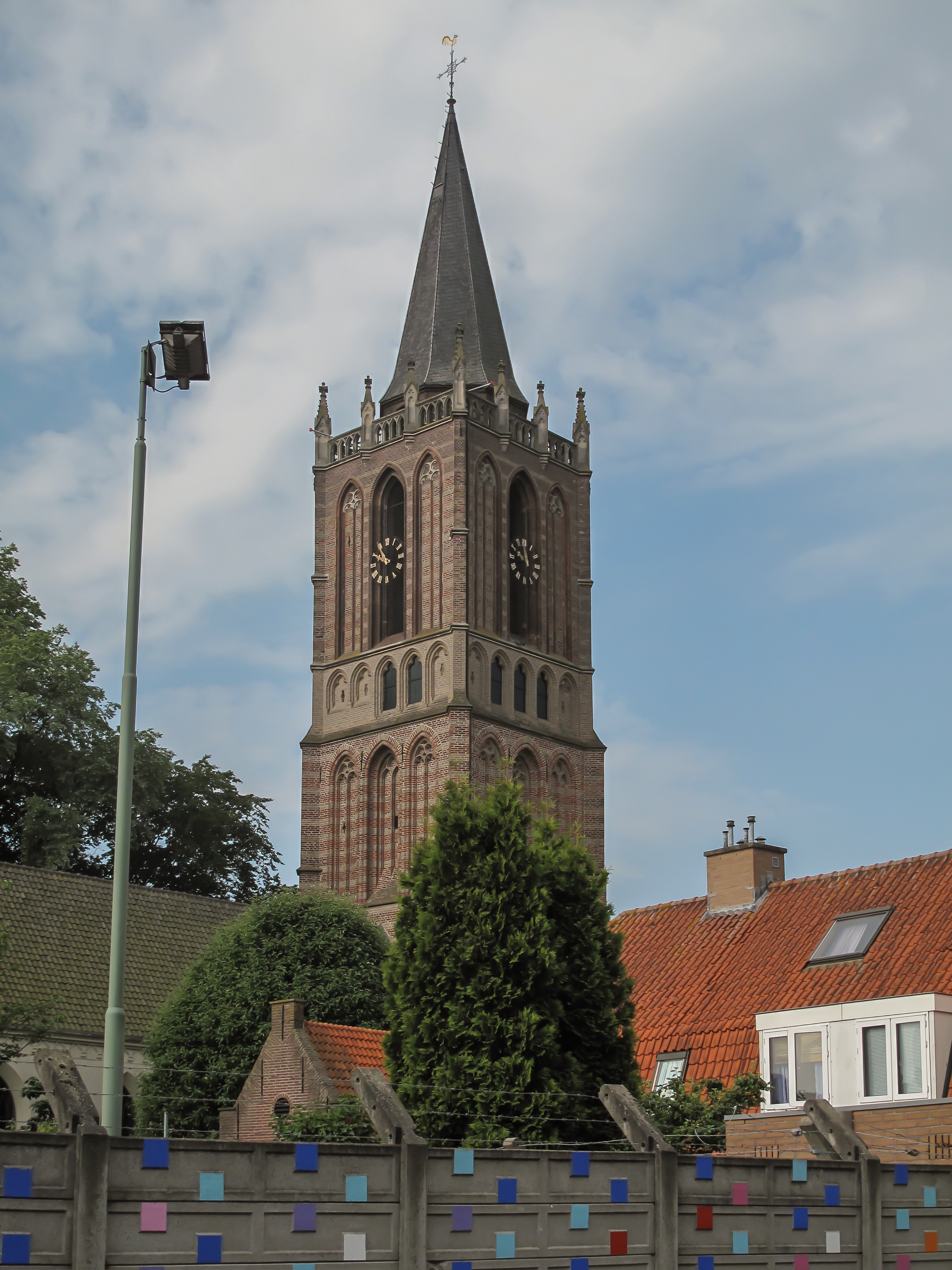
Houten, kerktoren van de Nederlands Hervormde kerk
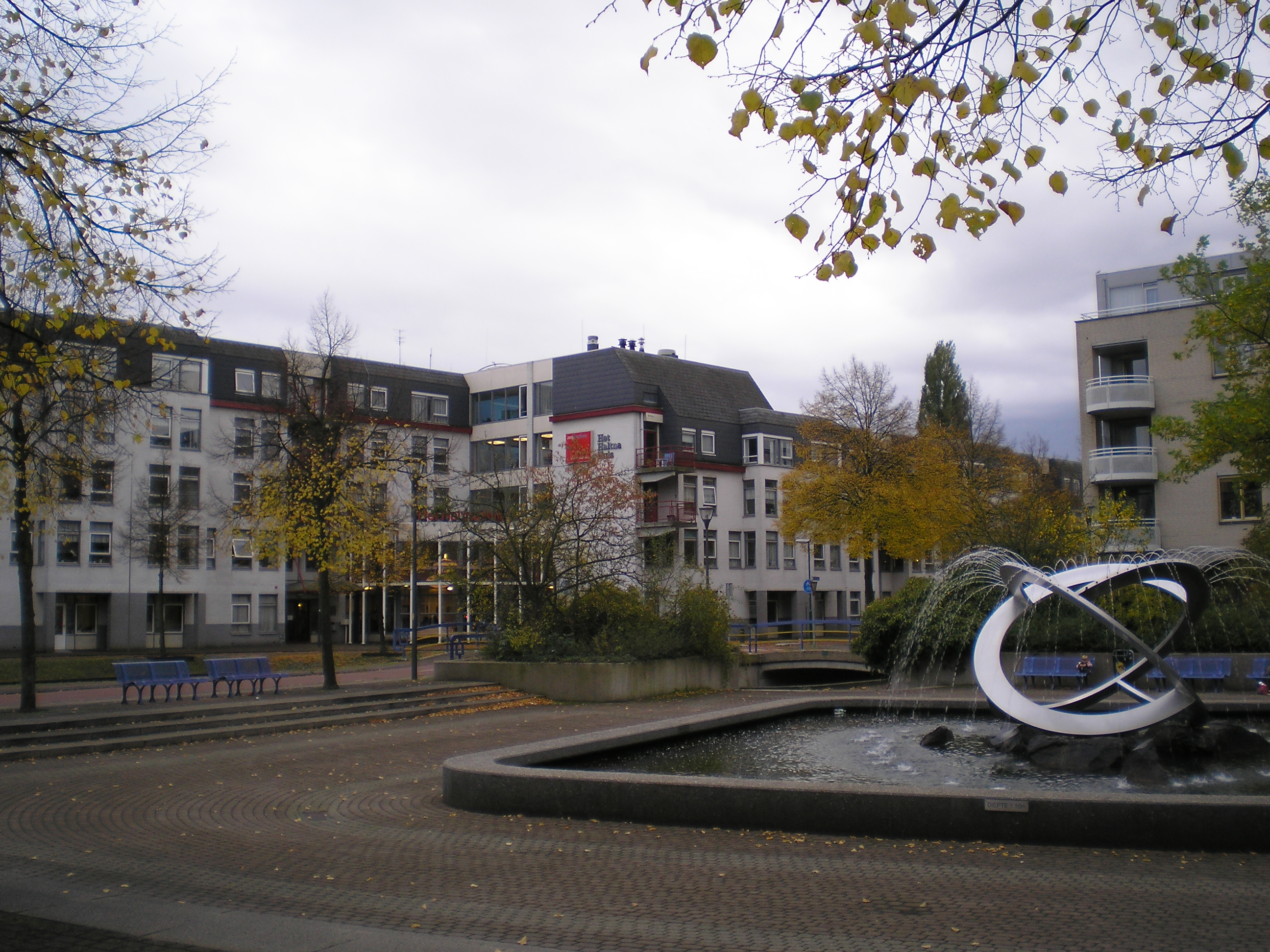
Zorgcentrum Het Haltna Huis aan Het Kant 193
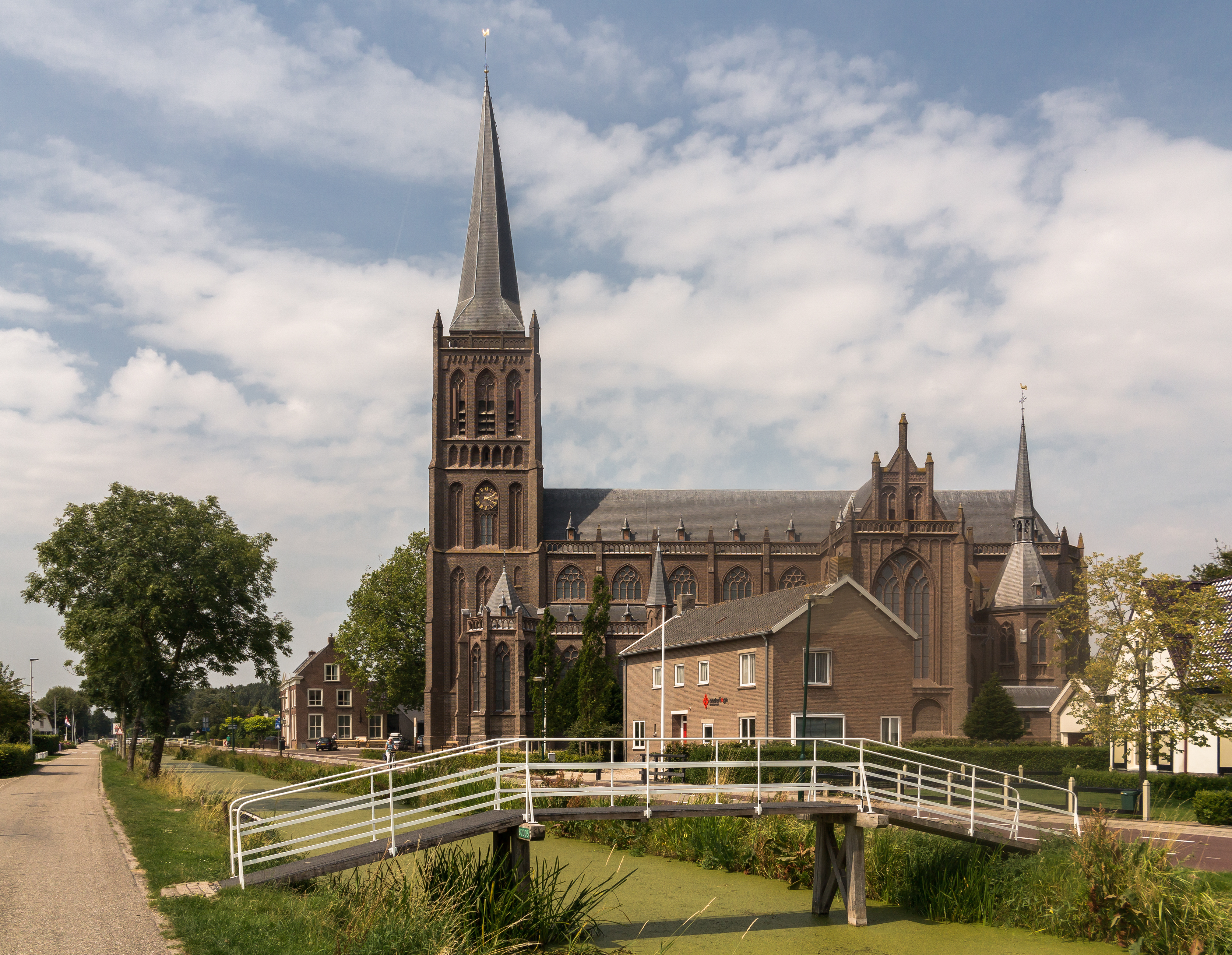
Schalkwijk, de Sint Michaëlkerk
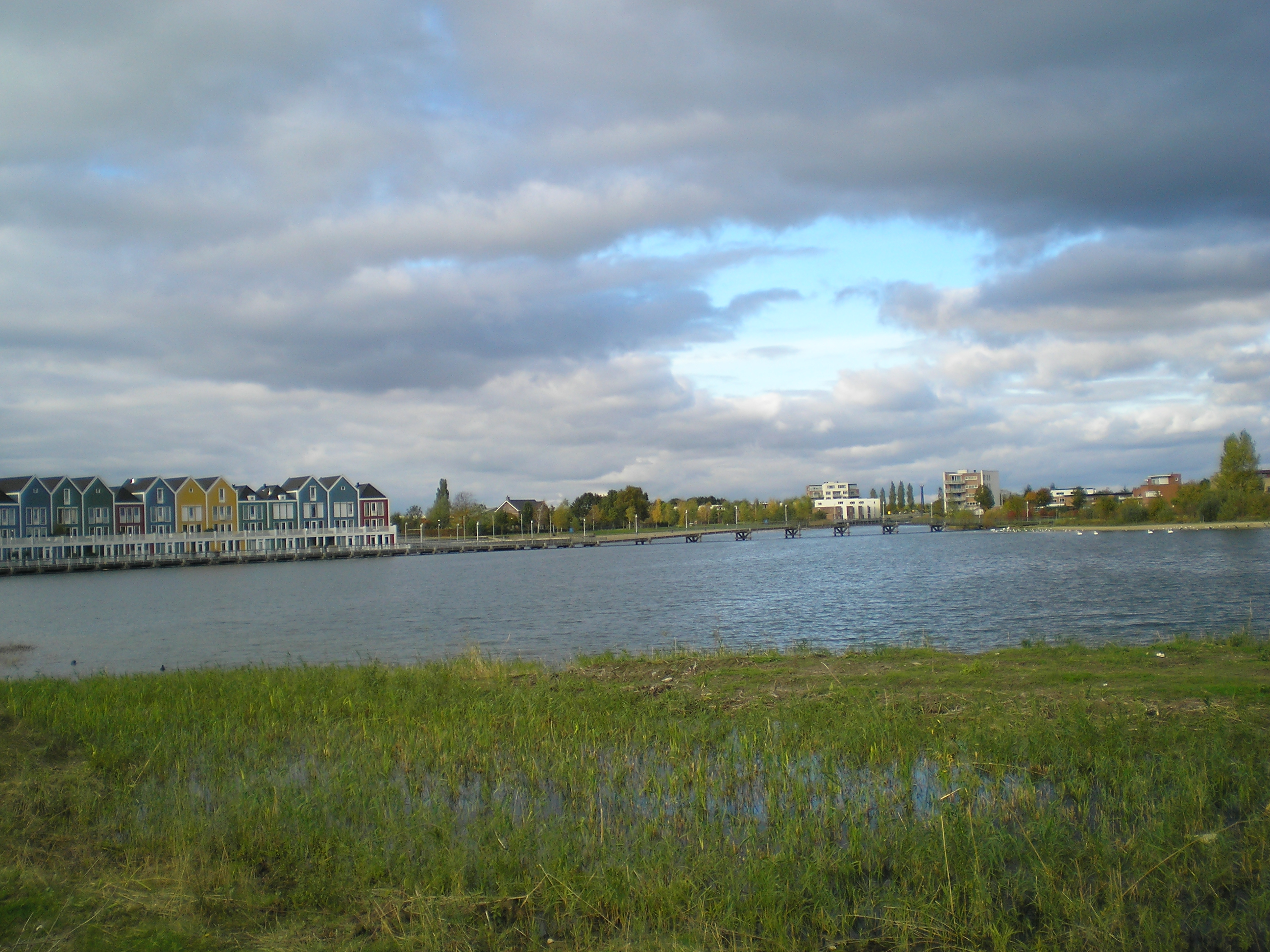
Recreatiegebied de Rietplas

## Sport, recreatie, gemeenschapsleven
Sedert 1970 wordt op het Amsterdam-Rijnkanaal in Houten de Varsity, een studentenroeiwedstrijd, gehouden. In eerste instantie was de finish bij de Plofsluis, vanaf 1980 bij de Schalkwijksebrug. Op het Eiland van Schalkwijk bevinden zich vele wandel- en fietspaden. Ter hoogte van Tull en ‘t Waal zijn er uitgebreide recreatieterreinen met strandjes en ligweiden aan de Lek.

### Sportverenigingen
- Badmintonvereniging BV Houten
- Basketbalvereniging BC Woodpeckers
- Gymnastiek- en turnvereniging Attila Houten
- Handbalvereniging HV Houten
- Hockeyvereniging HC Houten
- Houtense Floorball Club Heroes[9]
- Judovereniging Groot Houten
- Korfbalvereniging KV Victum
- Skate- en schaatsvereniging Skating HSSV Houten
- Tafeltennisvereniging HTTC
- Tennis- en padelvereniging TPV De Doordraaiers
- Tennisvereniging TC Atalanta
- Tennisvereniging TC Houten
- Tennisvereniging TV Set
- Voetbalvereniging FC Delta Sports '95
- Voetbalvereniging SV Houten
- Voetbalvereniging VV 't Goy
- Voetbalvereniging VV Schalkwijk
- Volleybalvereniging Taurus
- Wielertoerclub Houten '80
- Zwemvereniging GoSwim
- Honk- en softbalvereniging Houten Dragons

### Recreatie
- Cinelounge
- De Rietplas en de Oosterlaakplas
- Groenzone De Vijfwal
- Indoorspeeltuin Patitoland
- Kinderspeelparadijs Ballorig
- Luchtspringpark Bounce Valley Houten
- Plas Laagraven
- Pooltime Bowling
- Recreatiegebied ‘t Waal, met stranden aan de Lek
- Speelbos Nieuw Wulven
- Stardance
- Wandel- en fietspaden op het Eiland van Schalkwijk
- Zomo speelboerderij
- Zwembad De Wetering

### Kerkelijk leven
Aan de Rondweg/Oud-Wulfseweg is het Landelijk Moluks Kerkelijk Centrum (MKC) gevestigd. Dit herbergt o.a. het Moluks seminarie en het Moluks kenniscentrum (bibliotheek en museum). Op de Kruisboog is sinds het voorjaar van 2019 een tijdelijk onderkomen gebouwd voor een moskee.

## Economie

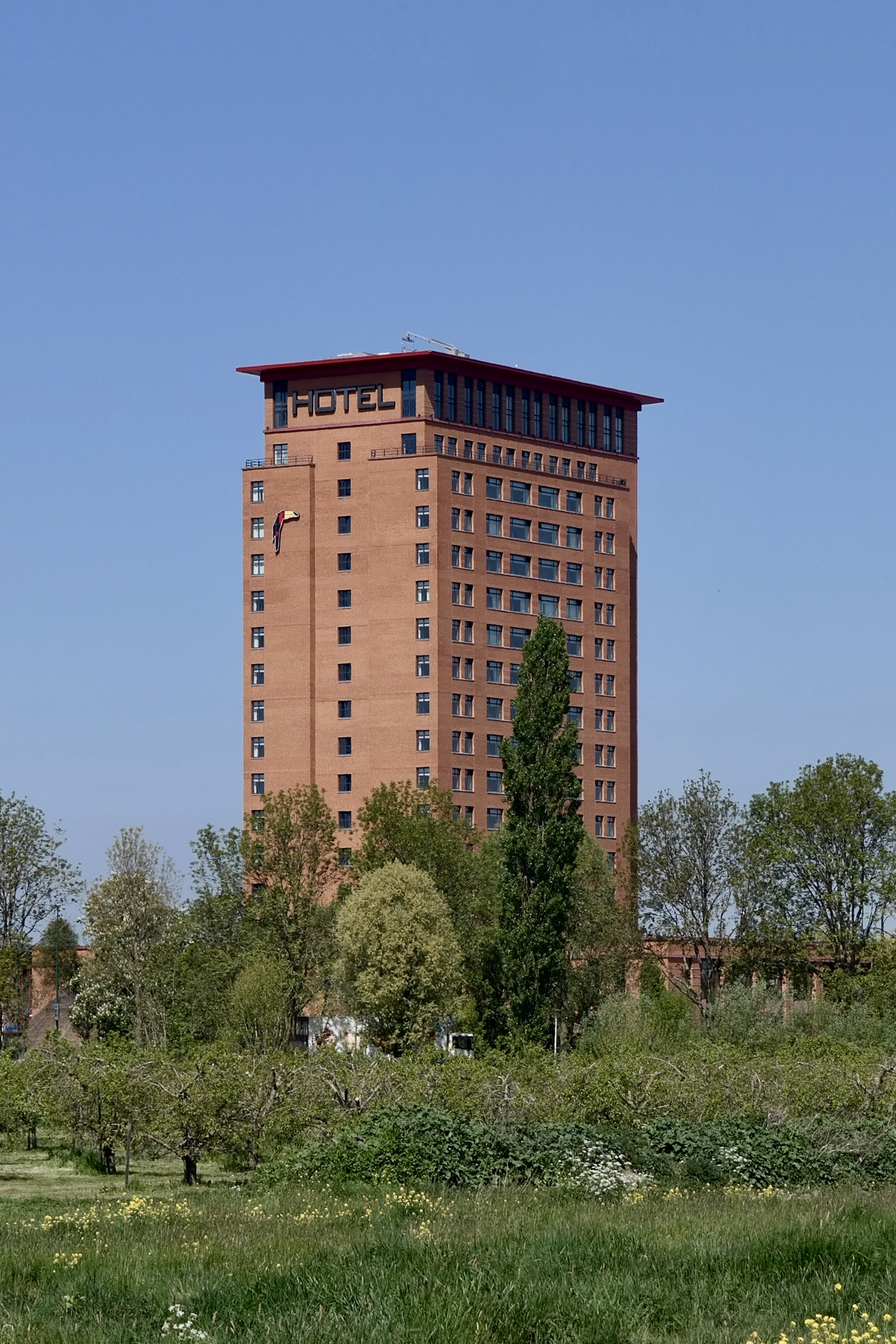
Hotel Van der Valk aan de Hoofdveste op bedrijventerrein Het Rondeel

Bij Houten zijn bedrijfsterreinen De Schaft bij de Koppeling (oudste bedrijventerrein van Houten) alsook De Meerpaal, De Doornkade en Het Rondeel.

### Winkelen
- Winkelcentrum Het Rond
- Winkelcentrum Castellum
- Winkelcentrum De Dikke Boom
- Winkelcentrum Het Oude Dorp

Weekmarkt is er bij Het Rond op donderdagmorgen en maandelijks is er een streekmarkt bij het Oude Dorp.

## Media
't Groentje is een huis-aan-huisblad dat wordt verspreid in Houten en omstreken, onder de titel Houtens Nieuws. Daarnaast verscheen tot 24 december 2019 het huis-aan-huisblad Trefpunt in Houten en bijhorende dorpen. Tot 2019 verscheen  EigenHoutje Magazine. Houten heeft een lokale omroep: Omroep Houten, die op 1 april 2024 overging in Omroep Lekstroom. Het lokale radiostation van deze omroep is te beluisteren via 107.3 FM.

## Verkeer en vervoer

### Fietsstad
Houten heeft een verkeerssysteem waarbij rustige en verkeersveilige wijken voorop staan. Voor langzaam verkeer is dwars door Houten een autovrije hoofdstructuur van vrijliggende voet- en fietspaden aangelegd. Vanuit de woonwijken lopen routes direct naar het centrum. Ook kunnen voetgangers en fietsers via korte routes van wijk naar wijk. Waar fietspaden kruisen met autoverkeer hebben fietsers voorrang. Binnen Houten is fietsen vaak sneller dan autorijden. Scholen zijn langs de hoofdroutes gesitueerd. Een Houtense uitvinding is de fietsstraat, voor gemengd verkeer, waar auto’s zijn toegestaan volgens het principe "Fietsstraat, auto te gast".
Mede door de aansluitende openbaar-vervoervoorzieningen is een optimaal systeem voor voetgangers en fietsers gerealiseerd. Het straatbeeld en de sfeer in de belangrijkste openbare ruimten worden gekenmerkt door de aanwezigheid van veel groen en water, en (fietsende) mensen. Houten staat daarom wereldwijd bekend als (ideale) Fietsstad en trekt daarom jaarlijks delegaties, uit binnen- en buitenland, van beleidsmakers, stedenbouw- en verkeerskundigen, en studenten. Naast het hoogwaardige, verkeersveilige woon- en leefklimaat biedt de fietsstad ook voordelen op het gebied van milieukwaliteit: frisse lucht, minder stank/uitstoot van uitlaatgassen (fijnstof), laag fossiel brandstofgebruik, minder geluidshinder, betere volksgezondheid (meer lichaamsbeweging, buitenspelen), goede verkeersveiligheid (weinig verkeersongevallen, nagenoeg geen verkeersdoden), educatief effect aan kinderen, en ruimtegebruik (minder ruimte kwijt aan auto-infrastructuur en parkeerruimte).
Houten won in 2008 de door de nationale Fietsersbond georganiseerde Fietsstad van Nederland'-verkiezing. Houten was eerder, in 2002 en 2004, genomineerd, en daarna in 2011 zat Houten opnieuw bij de genomineerden. In 2018, 10 jaar na de eerste titel, is de stedenbouwkundige en verkeerskundige opzet van Houten opnieuw gekroond tot 'Beste Fietsstad van Nederland'.

### Openbaar vervoer
Houten kent twee stations. Station Houten en station Houten Castellum. Beide stations liggen aan de spoorlijn Utrecht - Boxtel (Staatslijn H). In Houten is het spoor viersporig.
Houten wordt bediend door de sprinter Den Haag/Leiden - 's-Hertogenbosch/Tiel, die allebei de gehele dag twee keer per uur rijden. Richting Utrecht en richting Geldermalsen rijden daardoor vier treinen per uur.
Langs dezelfde spoorlijn liep van 2001 tot 2008 de tramlijn Houten - Houten Castellum. De tramlijn tussen de stations van Houten was de kortste van Nederland. In de jaren 2007 t/m 2010 werd het spoor in Houten verdubbeld. Voor deze spoorverdubbeling moest het oude stationsgebouw uit 1868 worden verplaatst en werd de tramlijn in 2008 opgeheven. Tot de definitieve opening van station Houten Castellum reed er een pendelbus.
Daarnaast rijdt U-OV lijn 43 naar Driebergen-Zeist via Odijk, lijn 44 naar Vianen via Nieuwegein, lijn 47 naar Utrecht en lijn 48 naar Maarssen via Nieuwegein.

## Politiek en bestuur

### Gemeenteraad

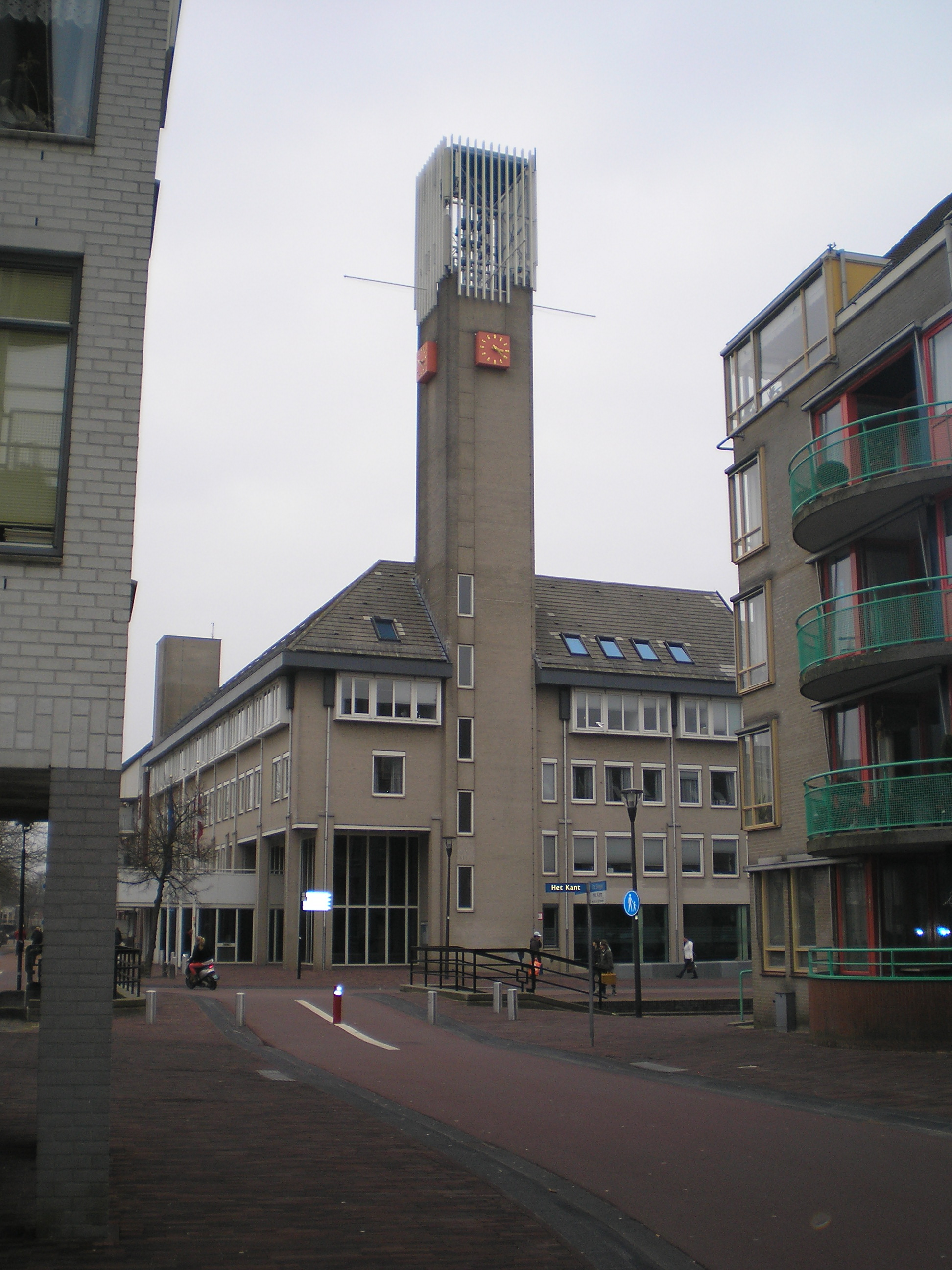
Gemeentehuis van Houten

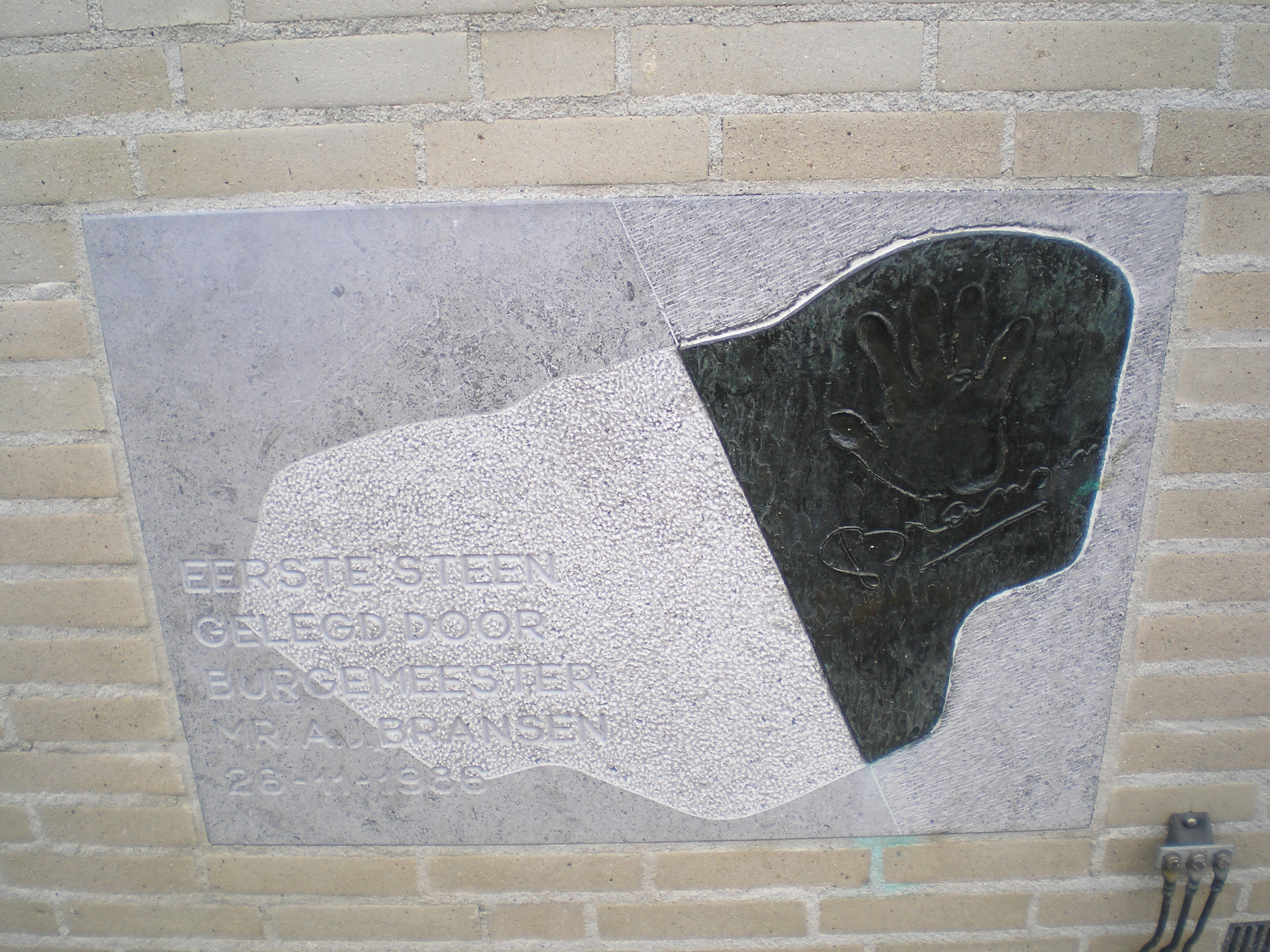
Plaquette vanwege het leggen van de eerste steen van het Gemeentehuis Houten

De gemeenteraad van Houten bestaat uit 31 zetels. Hieronder de behaalde zetels per partij bij de gemeenteraadsverkiezingen sinds 1994:
| Partij                         | 1994 | 1998 | 2002 | 2006 | 2010  | 2014          | 2018  | 2022 |
| ------------------------------ | ---- | ---- | ---- | ---- | ----- | ------------- | ----- | ---- |
| Inwonerspartij Toekomst Houten | -    | -    | -    | 2    | 5 (3) | 4 (5)         | 5     | 8    |
| D66                            | 3    | 1    | 1    | 1    | 3     | 6 (5) (6) (5) | 3     | 4    |
| GroenLinks                     | 2    | 2    | 4    | 3    | 3     | 2             | 5     | 4    |
| Natúúrlijk Houten              | -    | -    | -    | -    | -     | -             | - (1) | 4    |
| VVD                            | 3    | 3    | 4    | 4    | 5 (4) | 4             | 4     | 3    |
| CDA                            | 5    | 5    | 6    | 5    | 5     | 4             | 5 (4) | 3    |
| SGP                            | 1    | 1    | 1    | 1    | 2     | 2             | 2     | 2    |
| ChristenUnie*                  | 1    | 1    | 2    | 2    | 2     | 2             | 2     | 1    |
| PvdA                           | 2    | 3    | 3    | 7    | 4     | 3             | 2     | 1    |
| Houten Anders!                 | -    | -    | -    | -    | - (3) | 2             | 1     | 1    |
| Fractie de Laat                | -    | -    | -    | -    | -     | - (1) (0)     | -     | -    |
| Houtens Belang                 | 6    | 6    | 4    | 2    | -     | -             | -     | -    |
| Maarseveen                     | -    | 1    | -    | -    | -     | -             | -     | -    |
| Totaal                         | 23   | 23   | 25   | 27   | 29    | 29            | 29    | 31   |

Noot: De tabel bevat de oorspronkelijke zetelaantallen direct na de gemeenteraadsverkiezingen. Tussen haakjes staat wat de zetelaantallen daarna waren.
* De ChristenUnie werd in 1994 en 1998 vertegenwoordigd door haar voorgangers het GPV en de RPF.

### College van B en W
De coalitie voor de periode 2022-2026 bestaat uit de Inwonerspartij Toekomst Houten (ITH), Natúúrlijk Houten (NH), de VVD en de SGP. Het college van burgemeester en wethouders bevat een wethouder van ITH, VVD, NH en de SGP. Karen Heerschop (partijloos) is waarnemend burgemeester sinds 13 maart 2025.

## Bekende inwoners

### Geboren in Houten
- Jeroen Manschot (1982), voetbalscheidsrechter
- Wijnand Speelman (1988), radiopresentator
- Lisa Michels (1989), presentatrice
- Noël van 't End (1991), judoka[21]
- Rutger van Eck (1998), muziekproducent en youtuber
- Jonathan Mulder (2002), voetballer

### Woonachtig geweest in Houten
- Gerard Croiset (1909-1980), paragnost en paranormaal genezer
- Ad Oele (1923-2017), politicus en bestuurder
- Arie Groenevelt (1927-2017), vakbondsbestuurder
- Chriet Titulaer (1943-2017), sterrenkundige en tv-presentator
- Kinga Bán (1981-2019), zangeres
- Dennis Bouman (1970-2024), rapper Def Rhymz[22]

### Overleden in Houten
- Clarence Breeveld (1948-2017), Surinaams muzikant
- Nol de Ruiter  (1940-2025), voetballer, voetbaltrainer

## Prijzen, nominaties e.d.
- Houten won in 2008 en 2018 de door de Fietsersbond georganiseerde 'Fietsstad van Nederland'-verkiezing, na eerdere nominaties in 2002, 2004 en 2011.
- In 2009 werd Houten gekozen tot 'Leukste gemeente voor kinderen' (onderzoek Kinderen in Tel van het Verwey-Jonker Instituut).
- Houten is in 2010 opgenomen in de Canon van de ruimtelijke ordening, een overzicht van typerende en markante voorbeelden (iconen) van wat er in Nederland tussen 1940 en 2015 met ruimtelijke ordening is bereikt.
- In 2012 werd Houten benoemd tot 'ZwerfAfvalPakker (ZAP) van het jaar', na al in 2010 bij de verkiezing van gemeente van het jaar als 2e werd beoordeeld op openbare ruimte & afval (10e plaats totaal van 431 gemeentes).
- Houten eindigde in 2014 als vijfde in een onderzoek van De Telegraaf naar de 'beste' gemeente, op basis van leefcriteria als huizenprijzen, criminaliteit, armoede en voorzieningen (winkels, onderwijs en medische zorg e.d.). Het dagblad beoordeelde hierbij 400 gemeentes.[23]

Dorpen: 't Goy · Houten · Schalkwijk · Tull en 't Waal

Buurtschappen: De Heul · Heemstede · Honswijk · Leebrug · Molenbuurt · Oud-Wulven · Wayen

Utrecht · Plaatsen in de provincie      Nederland · Provincies · Gemeenten
Amersfoort · Baarn · De Bilt · Bunnik · Bunschoten · Eemnes · Houten · IJsselstein · Leusden · Lopik · Montfoort · Nieuwegein · Oudewater · Renswoude · Rhenen · De Ronde Venen · Soest · Stichtse Vecht · Utrecht · Utrechtse Heuvelrug · Veenendaal · Vijfheerenlanden · Wijk bij Duurstede · Woerden · Woudenberg · Zeist

Steden en dorpen · Voormalige gemeenten · Nederland: Provincies · Gemeenten
Bunnik ·
De Bilt ·
Houten · 
Nieuwegein ·
Stichtse Vecht · 
Utrecht ·
Vianen · 
IJsselstein · 
Zeist